# Grupa majora Leona Zawistowskiego
Grupa majora Leona Zawistowskiego – improwizowany oddział Wojska Polskiego z okresu wojny polsko-bolszewickiej.

## Struktura organizacyjna
Skład 18 kwietnia 1919:
- dowództwo grupy
- Kowieński pułk strzelców
- II/Białostockiego pułku strzelców (1 i 5 komp.) por. Mariana Turkowskiego
- 1 szwadron 10 pułku ułanów por. Wielowiejskiego
- dwa plutony 5 pułku ułanów
- 3 bateria 8 pułku artylerii polowej
- pluton artylerii ciężkiej